# Oraphanes binotatum
Oraphanes binotatum är en skalbaggsart som beskrevs av Chemsak och Linsley 1984. Oraphanes binotatum ingår i släktet Oraphanes och familjen långhorningar. Inga underarter finns listade i Catalogue of Life.